# МБР-1
МБР-1 (микроскоп биологический рабочий, тип 1) — монокулярный биологический световой микроскоп производства ЛОМО.

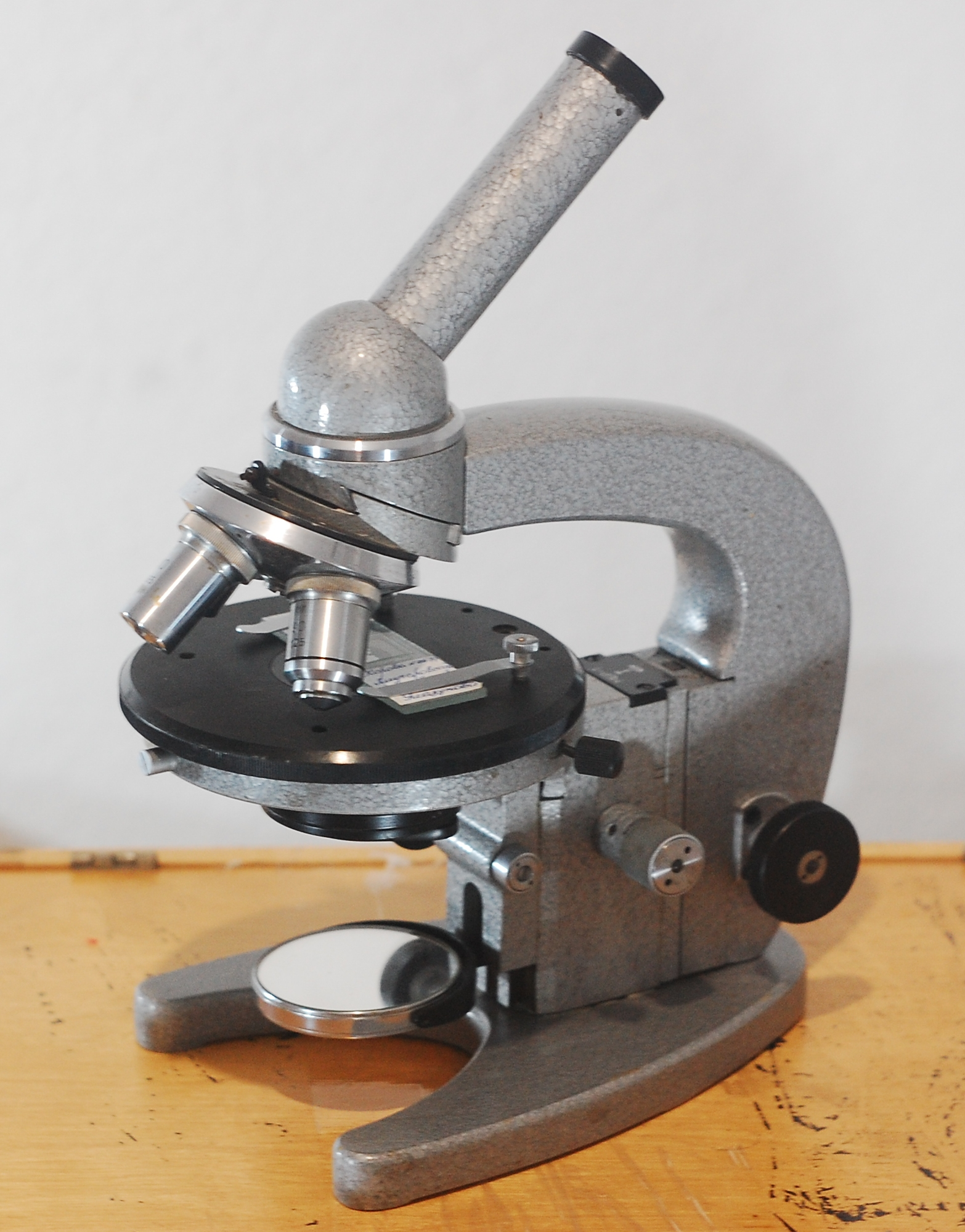
Микроскоп МБР-1

## Назначение
Микроскоп предназначен для наблюдения прозрачных препаратов в проходящем свете.

## Конструкция

### Общая конструкция
На основании штатива микроскопа смонтирована коробка с микромеханизмом. С одной стороны коробка имеет направляющие для кронштейна конденсора, а с другой — направляющие для тубусодержателя. К коробке прикреплены поворотный предметный столик и поворотное зеркало. На тубусодержателе устанавливается револьвер на три объектива и монокулярный тубус.

### Объективы, окуляры и осветительные устройства
Микроскоп снабжён тремя объективами:
планахроматом ОМ-2 (9 Х);
ахроматом МЩ (40 Х);
ахроматом М-101 (90 Х).
Микроскоп имеет три сменных окуляра Гюйгенса: М-7 (7 Х), М-10 (10 Х) и М-11 (15 Х).
Освещение объекта производилось осветителем ОИ-19.
Микроскоп имеет следующие увеличения:
с объективом ОМ-2 — 63 Х, 90 Х и 135 Х;
с объективом МЩ — 280 Х, 400 Х и 600 Х;
с объективом М-101 — 630 Х, 900 Х и 1350 Х.

## Разновидности

### Микроскоп МБР-1А
Отличается от МБР-1 только комплектацией окуляров и объективов.

### Микроскоп МБР-3
Отличается от МБР-1 более массивным штативом, наличием бинокулярного тубуса и механизмом для двухкоординатного перемещения предметного столика. Штатно оснащен объективами-апохроматами, апланатическим конденсором. Является рабочей версией исследовательского микроскопа МБИ-3.

### Дорожный микроскоп МБД-1
МБР-1 с уменьшенными по размерам основанием и предметным столиком. Комплектуется препаратоводителем.